# Annie Grégorio
Pour les articles homonymes, voir Gregorio.
Annie Grégorio est une actrice française, née le 4 avril 1957 à Nérac (Lot-et-Garonne).

## Biographie
Annie Grégorio naît en Lot-et-Garonne d'un père espagnol et d'une mère italienne. Le couple s'installe en France pour fuir la dictature du général Franco. 
Elle intègre la troupe des Baladins au début des années 1980.
L'actrice aquitaine se fait remarquer dans Le Théâtre de Bouvard sur Antenne 2 dès 1982,.
En 2002, Annie Grégorio reçoit le Molière du second rôle féminin dans la pièce de théâtre Théâtre sans animaux. Elle devient une fidèle du metteur en scène Jean-Michel Ribes qui la dirige dans Musée haut, musée bas ou les Brèves de comptoir.
Elle joue dans Marie Besnard, l'empoisonneuse en 2006 sur TF1, Folie douce pour TF1, Mourir d'aimer sur France 2 et de nombreux autres téléfilms et films.
Elle joue, avec Muriel Robin dans Les Diablogues de Roland Dubillard, en 2009.
En 2015, elle fait partie de la distribution de la série de Bruno Garcia, Crimes et Botanique puis en 2018 elle intègre la distribution du feuilleton Plus belle la vie.

## Filmographie sélective

### Cinéma
- 1985 : Tranches de vie de François Leterrier : La journaliste
- 1986 : Manège (court-métrage) de Jacques Nolot
- 1986 : Cours privé de Pierre Granier-Deferre : La domestique
- 1989 : Périgord Noir de Nicolas Ribowski : Marguerite
- 1992 : Le Zèbre de Jean Poiret : Marie-Louise
- 1993 : Les Ténors de Francis de Gueltzl : La baby sitter
- 1995 : Désiré de Bernard Murat : Adèle
- 1996 : Fallait pas !… de Gérard Jugnot : Thérèse, l'employée de maison
- 1996 : Fantôme avec chauffeur de Gérard Oury : L'employée de maison
- 1996 : Les Aveux de l'innocent de Jean-Pierre Améris : La commissaire
- 1997 : Les Sœurs Soleil de Jeannot Szwarc : Jackie
- 1998 : La voie est libre de Stéphane Clavier : Mathilde
- 1999 : Le Schpountz de Gérard Oury : Tante Clarisse
- 1999 : Un pur moment de rock'n roll de Manuel Boursinhac : L'infirmière
- 2001 : C'est la vie de Jean-Pierre Améris : Simone
- 2001 : Le Cœur sur la main de Marie-Anne Chazel (court-métrage)
- 2003 : Bienvenue au gîte de Claude Duty : Angélique
- 2004 : Au secours, j'ai 30 ans ! de Marie-Anne Chazel : Mlle Deleu
- 2004 : Victoire de Stéphanie Murat : Monique
- 2005 : L'Antidote de Vincent de Brus : Andrée
- 2007 : Un secret de Claude Miller : Léone
- 2008 : Modern love de Stéphane Kazandjian : La prof d'espagnol
- 2008 : Musée haut, musée bas de Jean-Michel Ribes : Fernande
- 2010 : Tête de turc de Pascal Elbé : L'infirmière
- 2014 : Brèves de comptoir de Jean-Michel Ribes : La postière
- 2015 : Un village presque parfait de Stéphane Meunier : Clothilde
- 2016 : Les Visiteurs : La Révolution de Jean-Marie Poiré : Honorine
- 2016 : Maman a tort de Marc Fitoussi : Simone
- 2018 : Les Municipaux, ces héros de Francis Ginibre et Éric Carrière : La boulangère
- 2021 : Si on chantait de Fabrice Maruca : Mère de José

### Télévision
- 1982 : Le Théâtre de Bouvard, émission de Philippe Bouvard
- 1988 : Les Enquêtes du commissaire Maigret, épisode La Morte qui assassina, réalisé par Youri : la patronne du restaurant
- 1991 : brève apparition dans le sketch des Inconnus Les Envahisseurs (parodie de la série éponyme)
- 1992 : Les Années FM, série : Maia
- 1992 : Maguy, épisode 302 Maguy, Georges, Pierre, Rose et les autres... : Julie Plumet, l'actrice jouant Maguy
- 1994 : Maigret, épisode Maigret se trompe réalisé par Joyce Buñuel : la nourrice
- 1996 : L'Allée du Roi de Nina Companeez : la reine Marie-Thérèse d'Autriche
- 1996 : L'Orange de Noël de Jean-Louis Lorenzi : Jeanne
- 1997 - 2002 : Un homme en colère, série créée par Mireille Lanteri et Bernard Marié : Mitzi Goldberg
- 1997 : Un petit grain de folie de Sébastien Grall
- 1997 : Un printemps de chien d'Alain Tasma : Graziella
- 1998 : Combats de femme, épisode L'Amour à vif de Jean-Pierre Améris : Marianne
- 1999 : Tramontane, mini-série réalisée par Henri Helman : Mme Thuir, la prof d'histoire-géographie
- 1999 : Chère Marianne, épisode-pilote, réalisé par Pierre Joassin : Mlle Minondo
- 2000 : Mary Lester, épisode Maéna réalisé par Christiane Lehérissey : la psychologue
- 2001 : Rastignac ou les Ambitieux, mini-série créée par Ève de Castro et Natalie Carter : Zoé
- 2001 : Joséphine, ange gardien, épisode La Comédie du bonheur réalisé par Dominique Baron : Mme Berthier
- 2003 : Ambre a disparu de Denys Granier-Deferre : Annie
- 2004 : Maigret, épisode Maigret en meublé réalisé par Laurent Heynemann : Sophie Clément
- 2005 : Inséparables, épisode Tout nouveau, tout beau réalisé par Élisabeth Rappeneau
- 2005 - 2008 : Merci, les enfants vont bien, série : Babette
- 2006 - 2015 : Les Enquêtes du commissaire Laviolette, série créée par Christian Charret et Jacques Salles : Solange
- 2006 : Monsieur Léon de Pierre Boutron : Odette
- 2006 : Marie Besnard, l'empoisonneuse de Christian Faure : Louise Pinson
- 2006 : Joséphine, ange gardien, épisode Un passé pour l'avenir réalisé par Philippe Monnier : Martine Teyssier
- 2007 : L'Étrangère de José Pinheiro
- 2007 : La Prophétie d'Avignon mini-série créée par Emmanuelle Rey-Magnan et Pascal Fontanille : commissaire Renard
- 2007 : Les Diablesses d'Harry Cleven : Sœur Blandine
- 2008 : De feu et de glace de Joyce Buñuel : Viviane
- 2008 : Adrien de Pascale Bailly : Odile
- 2009 : Mourir d'aimer de Josée Dayan : Marie Guilbert
- 2009 : Folie douce de Josée Dayan : l'infirmière de la clinique psychiatrique
- 2010 : Contes et nouvelles du XIXe siècle, épisode On purge bébé réalisé par Gérard Jourd'hui : Rose
- 2010 - 2012 : Clem, série créée par Emmanuelle Rey Magnan et Pascal Fontanille, saisons 1 et 2 : Mlle Lecoutre
- 2011 : Les Ripoux anonymes de Claude et Julien Zidi : Berthier
- 2011 : Chez Maupassant, épisode Mon oncle Sosthène réalisé par Gérard Jourd'hui : Henriette
- 2011 - 2012 : Week-end chez les toquées, série créée par Catherine Touzet et Ludovic Pion Dumas : Lili
- 2014 : Scènes de ménages, épisode L'Album de famille : Anna, la sœur de José
- 2015 : On se retrouvera de Joyce Buñuel : Nanou
- 2015 : Crimes et botanique, série réalisée par Bruno Garcia et Lorenzo Gabriele : Marjolaine
- 2016 : Meurtres à Grasse de Karim Ouaret : Marianne Dusseyre
- 2018 - 2022 : Plus belle la vie : Claire Richet
- 2019 - ... : Scènes de ménages : Anna, la sœur de José (apparitions régulières)
- 2020 : Maddy Etcheban de René Manzor : Commissaire Florentin
- 2020 : Le Canal des secrets de Julien Zidi : Carmen
- 2020 : Apprendre à t’aimer de Stéphanie Pillonca : Marilou
- 2020 : Hortense de Thierry Binisti : Mamou
- 2022 : En plein cœur de Bruno Garcia : Anne Voreppe
- 2022 : J'irai au bout de mes rêves de Stéphanie Pillonca : Madame Roux
- 2022 : Le Souffle du dragon de Stéphanie Pillonca : Françoise
- 2022 : Disparition inquiétante (série, épisode 5 « Consentement parental »), réalisé par Stéphanie Pillonca : Armelle
- 2023 : Tout cela je te le donnerai, mini-série de Nicolas Guicheteau : Hermine
- 2024 : Enquête Parallèle, épisode Un crime presque parfait : Monique

## Théâtre
- 1990 : Coiffure pour dames de Robert Harling, mise en scène Stéphane Hillel, Théâtre de la Gaîté-Montparnasse
- 1993 : Une folie de Sacha Guitry, mise en scène Jacques Échantillon, Théâtre du Palais-Royal
- 1994 : Drôle de couple de Neil Simon, mise en scène Bernard Murat, Théâtre des Bouffes-Parisiens
- 1996 - 1997 : La Puce à l'oreille de Georges Feydeau, mise en scène Bernard Murat, Théâtre des Variétés
- 2001 : Théâtre sans animaux de Jean-Michel Ribes, mise en scène Jean-Michel Ribes, Théâtre Tristan Bernard
- 2003 : Remue-Ménage d'Alan Ayckbourn, mise en scène Pierre Mondy, Théâtre des Variétés
- 2004 : Musée haut, musée bas de Jean-Michel Ribes, mise en scène Jean-Michel Ribes, Théâtre du Rond-Point
- 2009 : Les Diablogues de Roland Dubillard, mise en scène Jean-Michel Ribes, Théâtre Marigny
- 2010 : Les Nouvelles Brèves de comptoir de Jean-Marie Gourio, mise en scène Jean-Michel Ribes, Théâtre du Rond-Point, Théâtre national de Nice, Théâtre du Gymnase, Théâtre des Célestins, tournée
- 2011 : Les Nouvelles Brèves de comptoir de Jean-Marie Gourio, mise en scène Jean-Michel Ribes, tournée
- 2013 : Théâtre sans animaux de Jean-Michel Ribes, mise en scène Jean-Michel Ribes, Théâtre du Rond-Point, Théâtre national de Nice
- 2014 : Barthélémy de Roman Girelli, mise en scène Régis de Martrin-Donos, Festival NAVA de Limoux
- 2017 : Comme à la maison de Bénédicte Fossey et Éric Romand, mise en scène Pierre Cassignard, Théâtre de Paris
- 2020 : Vive le marié de Jean-Marie Chevret, mise en scène Jeoffrey Bourdenet, tournée, théâtre Tête d'Or
- 2021 : J'habite ici de Jean-Michel Ribes, mise en scène Jean-Michel Ribes, Théâtre du Rond-Point

## Distinctions
- 1991 : Nomination pour le Molière de la comédienne dans un second rôle pour Coiffure pour dames.
- 1993 : Nomination pour le Molière de la comédienne dans un second rôle pour Une folie.
- 2002 : Molière de la comédienne dans un second rôle pour Théâtre sans animaux.
- 2005 : Nomination pour le Molière de la comédienne dans un second rôle pour Musée haut, musée bas.